# Marie-Angélique Memmie Le Blanc
Marie-Angélique Memmie Le Blanc, född 1712, död 1775, var ett så kallat "vilt barn" i 1700-talets Frankrike, även känd under namnen Den vilda flickan från Champagne, Det vilda barnet från Songy och Jungfrun från Châlons. 
Hon uppges ha tillfångatagits när hon stal mat från en trädgård i Songy i Champagne i september 1731, klädd i hudar och utan ett språk, med beteendet hos ett vilt djur. Hon fördes sedan till närmaste sjukhus. 
Hon lärde sig tala franska, återfick minnet, och kunde så småningom kommunicera att hon tillhörde Meskwakifolket från dåvarande franska Wisconsin. 
Hon hade tillfångatagits av fransmännen och blivit omhändertagen av en fransyska, Madame de Courtemanche, och anlänt med denna till Frankrike 1718, då hon var sex år gammal. Hon hade rymt strax efter ankomsten och överlevt ensam i skogen. Hon lärde sig inte bara tala utan också att läsa och skriva, vilket gjorde henne unik bland andra liknande fall. Hon mottog 1753 en pension från drottningen. Under slutet av sitt liv bodde hon i ett kloster i Paris, där hon avled. 
Hon omnämndes i samtida litteratur som ett vilt barn från skogen. Hennes fall tillhör de mer kontroversiella av fallen vilda barn, och det har ifrågasatts huruvida det var ett äkta fall, helt eller delvis påhittat. Den franska författaren Serge Aroles kunde dock 2004 bekräfta fallet som autentiskt. 